# マジェテ動物保護区
マジェテ動物保護区（Majete Game Reserve）は、マラウイにある保護区の1つであり、マラウイ南部州に置かれている。マジェテ野生動物保護区（Majete Wildlife Reserve）とも呼ばれる。

## 概要
マジェテ動物保護区は1955年に設立された保護区で、691km²の面積を有する。マラウイ南西部のチクワワ県にあり、シーレ川西側のエリアに置かれている。最寄の町であるチワワからは数マイルの距離であり、この町から徒歩や自転車、タクシーで行けるほか、ブランタイヤから車で訪れることもできる。
保護区内にはブラキステギア属の木々による林があるほか、川沿いのエリアには森林も存在する。園内の河川では、カピチラ滝（Kapichira Falls）が有名である。また、野生動物としてはゾウ、アフリカスイギュウ、ゼブラ、カバなどのほか、クーズーやクロテン、インパラ、ニアラなど種々のレイヨウといった草食動物が生息しており、肉食動物ではヒョウやチーター、ライオンなどが見られる。また、数多くの鳥類が生息しているのでバードウォッチングにも適している。
2003年に、運営の主体が政府管轄の国立公園・野生生物局からアフリカン・パークス・ネットワーク（African Parks Network）へ引き継がれて以降、密猟の被害を防ぐために保護地の周囲をフェンスで囲んだり、道路の整備などを行った。このほか、密猟で減少した野生動物を補うため、4000以上の動物を補充している。
また、マジェテ動物保護区内には宿泊施設としてThawaleキャンプが置かれている。

## 参考資料
- Description by Africa Guide
- Majete Wildlife Reserve - Game Reserve in Chikwawa, Malawi
- Majete Wildlife Reserve
- Majete Wildlife Reserve Information brochure March 2009